# G.T.
「G.T.」（ジー・ティ）は、1986年3月21日にリリースされた坂本龍一のシングル。

## 収録曲
| 全作曲: 坂本龍一。 |               |                                         |            |                        |      |
| #                  | タイトル      | 作詞                                    | 作曲・編曲 | Vocal                  | 時間 |
| 1.                 | 「G.T.」      | ピーター・バラカン 日本語原詞: 矢野顕子 | 坂本龍一   | バーナード・ファウラー | 4:26 |
| 2.                 | 「PAROLIBRE」 |                                         | 坂本龍一   | Caoli Cano(Cioccolata) | 3:30 |
| 合計時間:          | 合計時間:     | 合計時間:                               | 合計時間:  | 7:56                   |      |